# Mohouna
Mohouna är en ort i Burkina Faso.   Den ligger i provinsen Province de la Kossi och regionen Boucle du Mouhoun, i den västra delen av landet, 300 km väster om huvudstaden Ouagadougou. Mohouna ligger 425 meter över havet och antalet invånare är 1 483.
Terrängen runt Mohouna är platt, och sluttar österut. Runt Mohouna är det ganska glesbefolkat, med 28 invånare per kvadratkilometer.. Närmaste större samhälle är Déma, 2,1 km söder om Mohouna.
Omgivningarna runt Mohouna är en mosaik av jordbruksmark och naturlig växtlighet.